# Newtongrange
Newtongrange – wieś w południowo-wschodniej Szkocji, w hrabstwie Midlothian, położona na wschodnim brzegu rzeki South Esk, na zachód od sąsiedniej miejscowości Mayfield. W 2011 roku zamieszkana była przez około 5500 ludzi.
Miejscowość założona została w latach 30. XIX wieku przez markiza Lothian dla górników zatrudnionych w okolicznych kopalniach węgla. Pod koniec XIX wieku Newtongrange było największą wsią górniczą na terenie Szkocji; otwarta została tu wówczas kopalnia Lady Victoria Colliery, która funkcjonowała do 1981 roku. Obecnie na jej terenie mieści się muzeum górnictwa National Mining Museum Scotland.
Zasadnicza część wsi charakteryzuje się regularną zabudową wzdłuż dziesięciu biegnących równolegle ulic, przy których wzniesione zostały ceglane domy, dawniej zamieszkane przez pracowników kopalni. Na południowy zachód od Newtongrange znajduje się XV-wieczny zamek Dalhousie Castle oraz ruiny XII-wiecznego kościoła parafialnego.
We wsi znajduje się stacja kolejowa na linii Borders Railway, otwarta w 2015 roku. Wcześniejsza stacja zamknięta została w 1969 roku.